# Inga (Pflanzengattung)
Inga ist eine Pflanzengattung in der Unterfamilie der Mimosengewächse (Mimosoideae) innerhalb der Familie der Hülsenfrüchtler (Fabaceae). Die über 300 Arten gedeihen in der Neotropis.

## Beschreibung

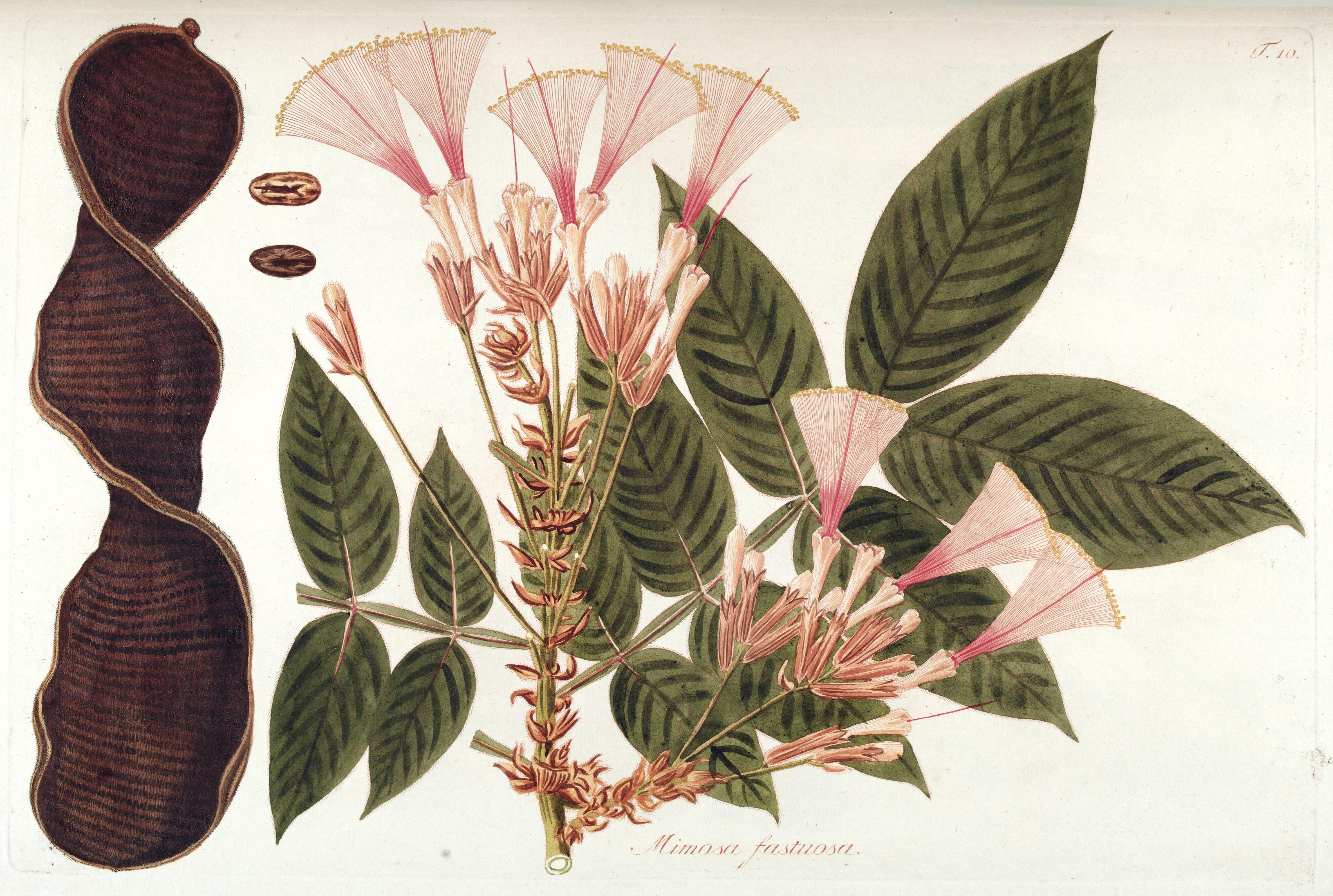
Illustration von Inga fastuosa aus Fragmenta botanica, figuris coloratis illustrata, Tafel 10

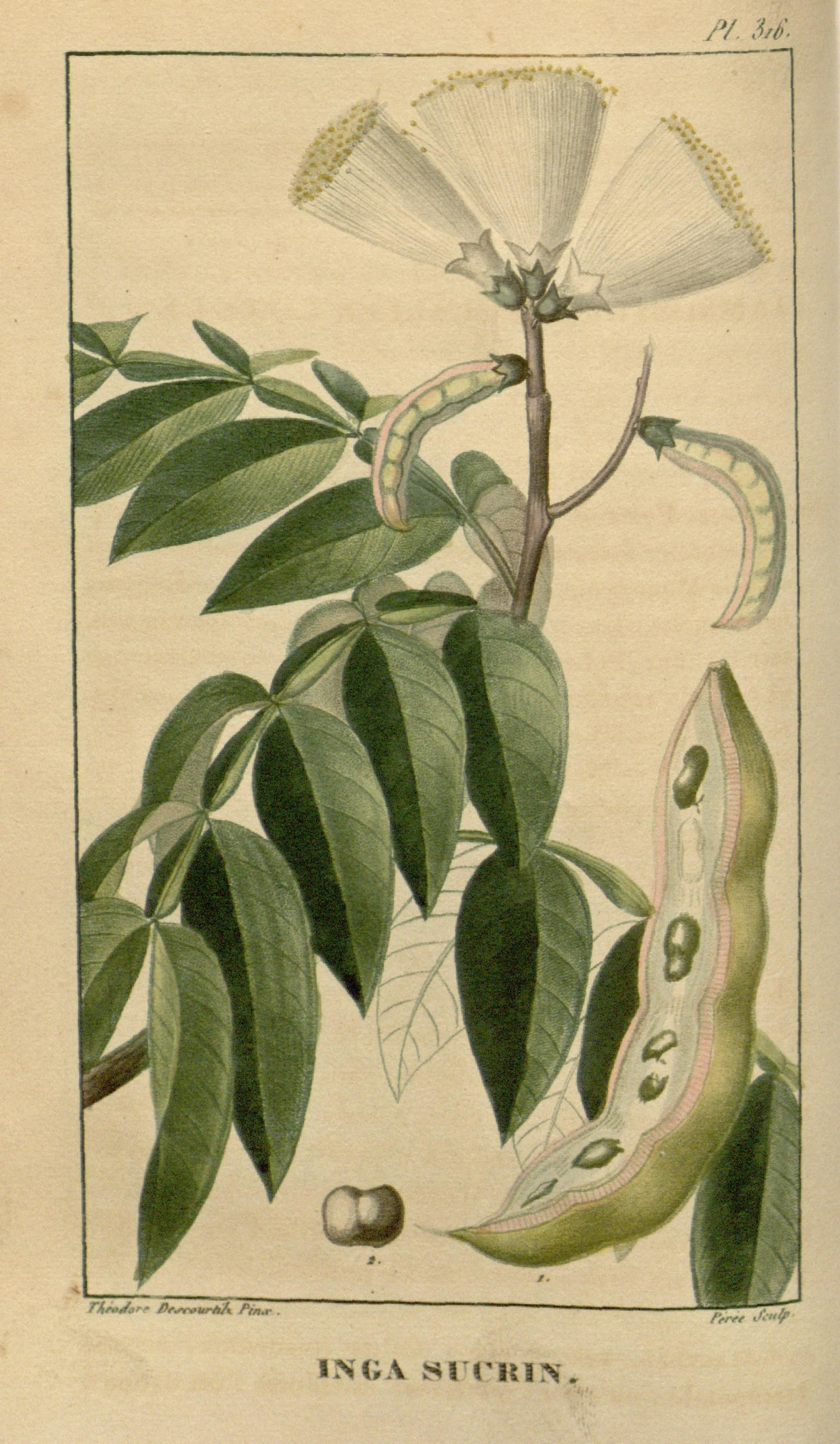
Illustration aus Flore médicale des Antilles, ou, Traité des plantes usuelles, Tafel 316 von Inga edulis

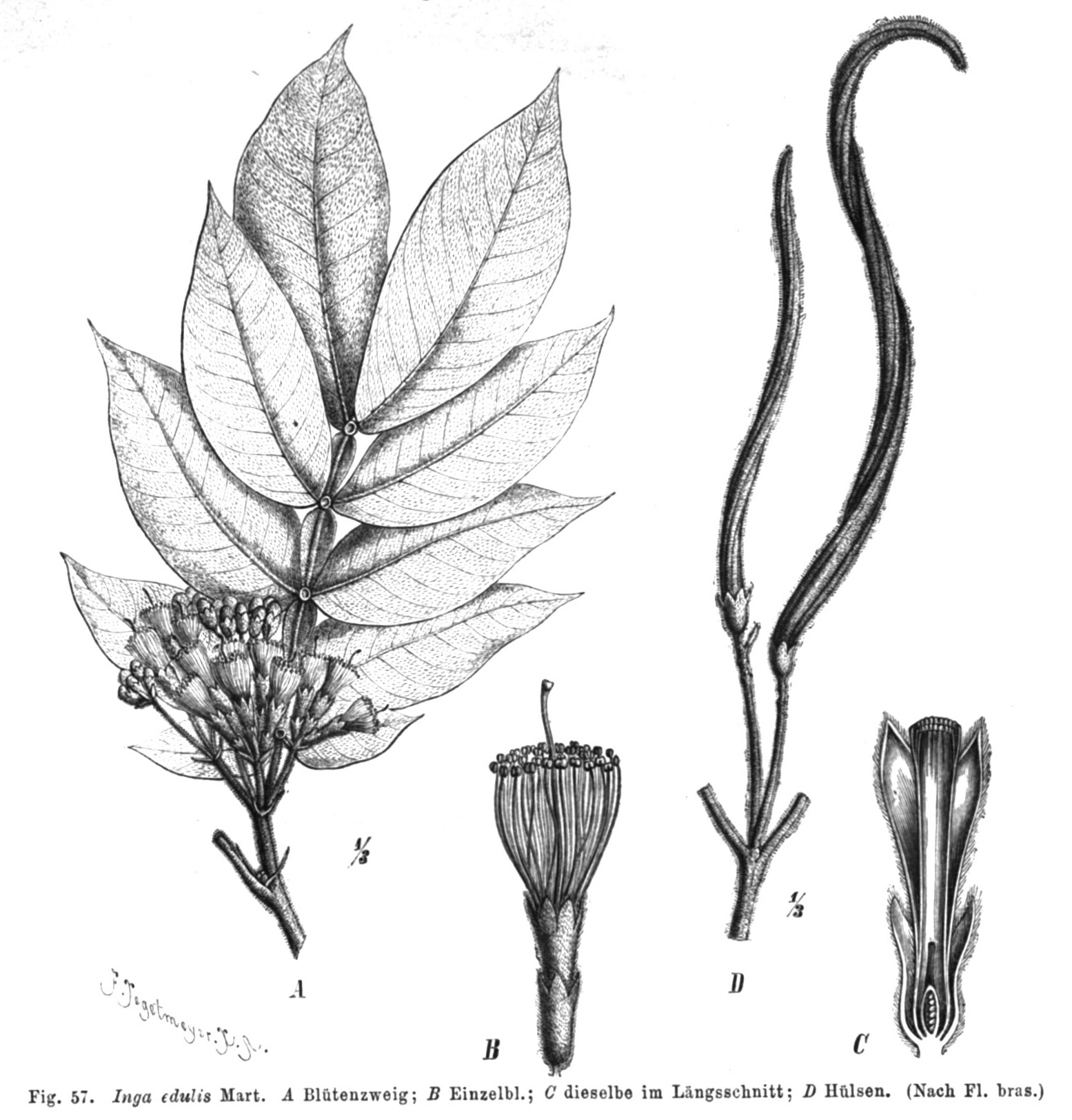
Illustration von Inga edulis

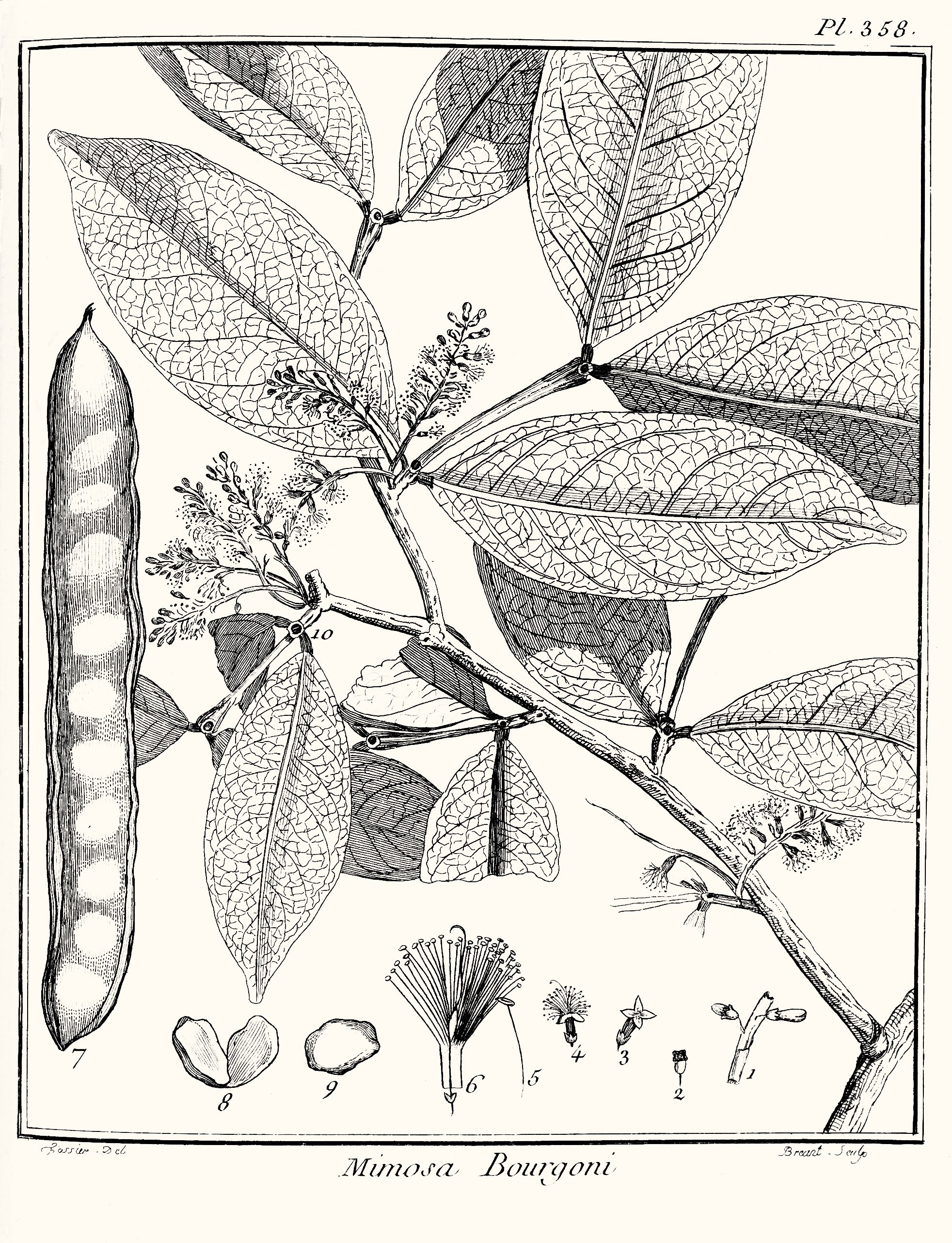
Illustration von Inga bourgoni

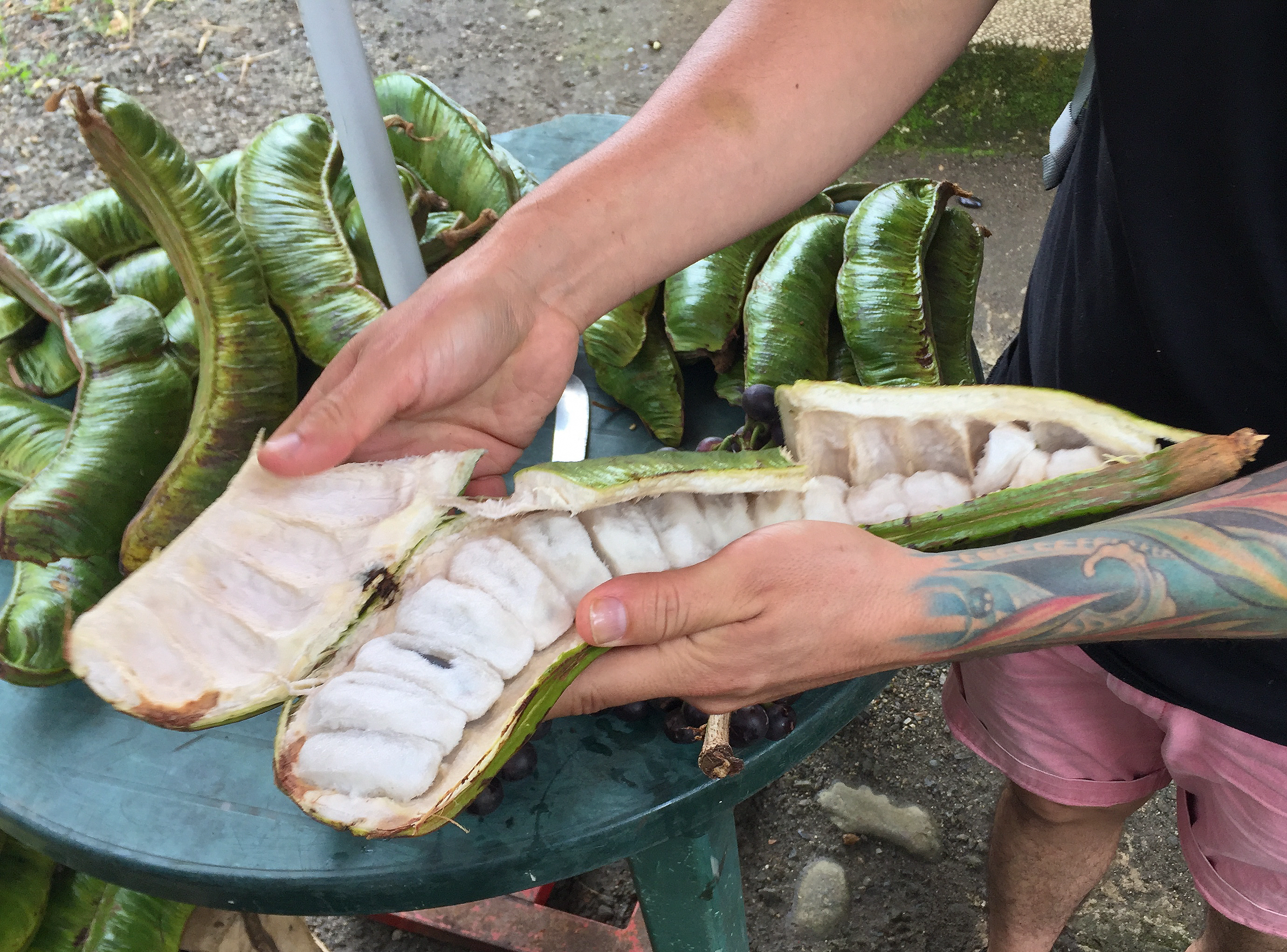
Frucht (in Ecuador „Guaba“ genannt) von Inga brachyptera

### Vegetative Merkmale
Bei Inga-Arten handelt es sich meist um mittelgroße bis große Bäume mit Wuchshöhen von bis zu 40 oder 45 Metern; nur fünf bis sechs Arten wachsen als kleine Bäume mit Wuchshöhen von nur 10 bis 15 Metern.
Ihre Laubblätter sind paarig gefiedert mit zwei bis zahlreichen Paaren von Blattfiedern. Zwischen jedem Fiederblattpaar liegen entlang der Rhachis deutlich sichtbare Drüsen. Die Nebenblätter sind entweder klein und hinfällig oder deutlich größer und dauerhaft.

### Generative Merkmale
Die zwittrigen Blüten sind radiärsymmetrisch mit doppelter Blütenhülle. Die Kelchblätter sind an ihre Basis verwachsen. Die Kronblätter sind verwachsen. Es sind zahlreiche lange Staubblätter vorhanden (sie sind der auffälligste Bestandteil der Blüten). Es ist nur ein oberständiges Fruchtblatt vorhanden.
Die Hülsenfrüchte sind flach, vierkantig oder annähernd zylindrisch bis zylindrisch, gerade bis gekrümmt oder spiralig eingedreht und ihre Oberfläche ledrig bis annähernd verholzt. Die Samen sind in weißes „Mark“ (Arillus) eingebettet.

## Systematik und Verbreitung

### Taxonomie
Die Gattung Inga wurde 1754 durch Philip Miller in The Gardeners Dictionary... Abridged..., 4. Auflage, 2 aufgestellt. Typusart ist Inga vera Willd. Ein Homonym ist Inga Scop., das 1777 in Introductio ad Historiam Naturalem 298 veröffentlicht wurde.

### Äußere Systematik
Die Gattung Inga gehört zur Tribus Ingeae in der Unterfamilie Caesalpinioideae innerhalb der Familie Fabaceae.

### Arten und ihre Verbreitung

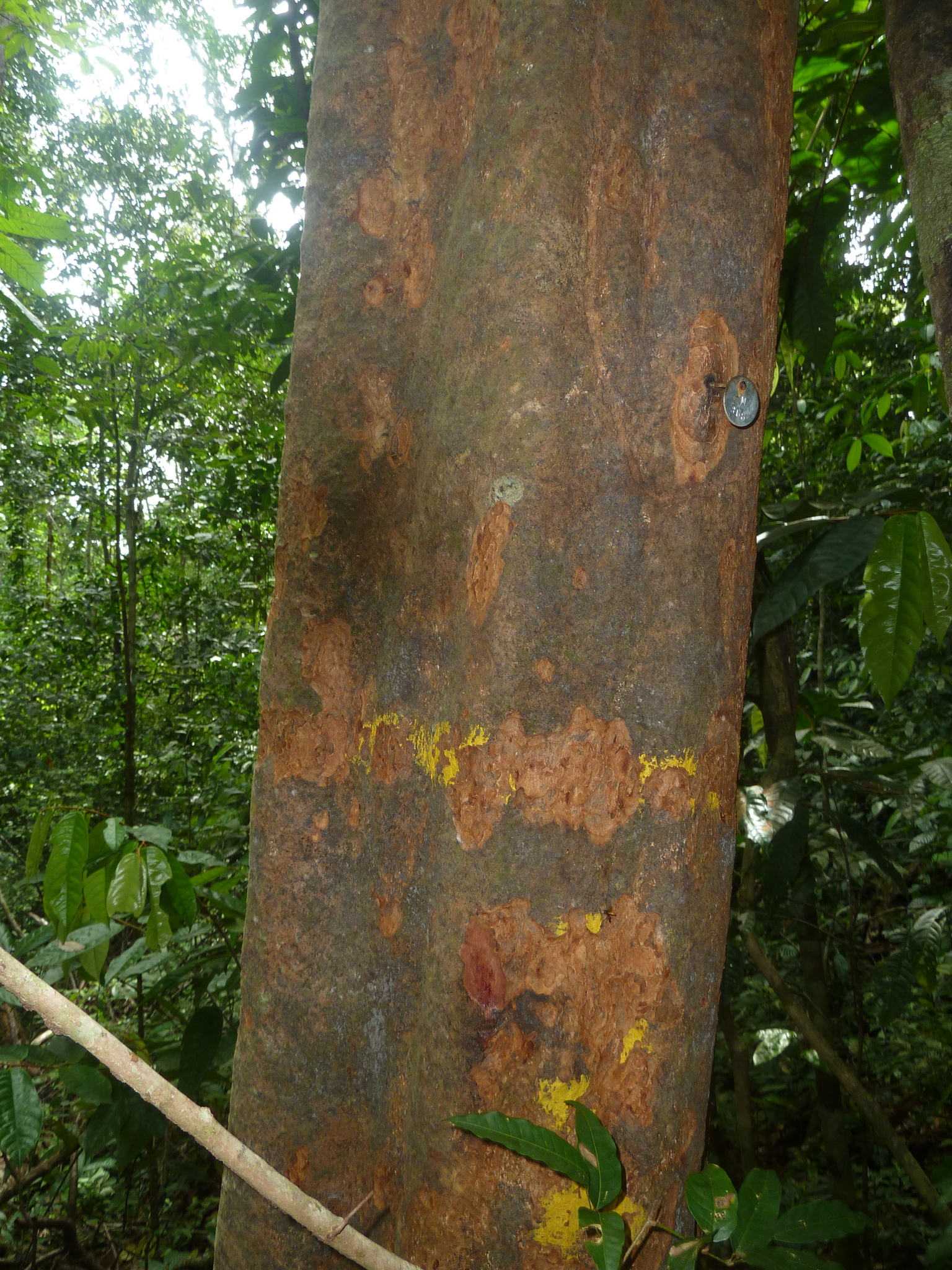
Stamm und Borke von Inga alba

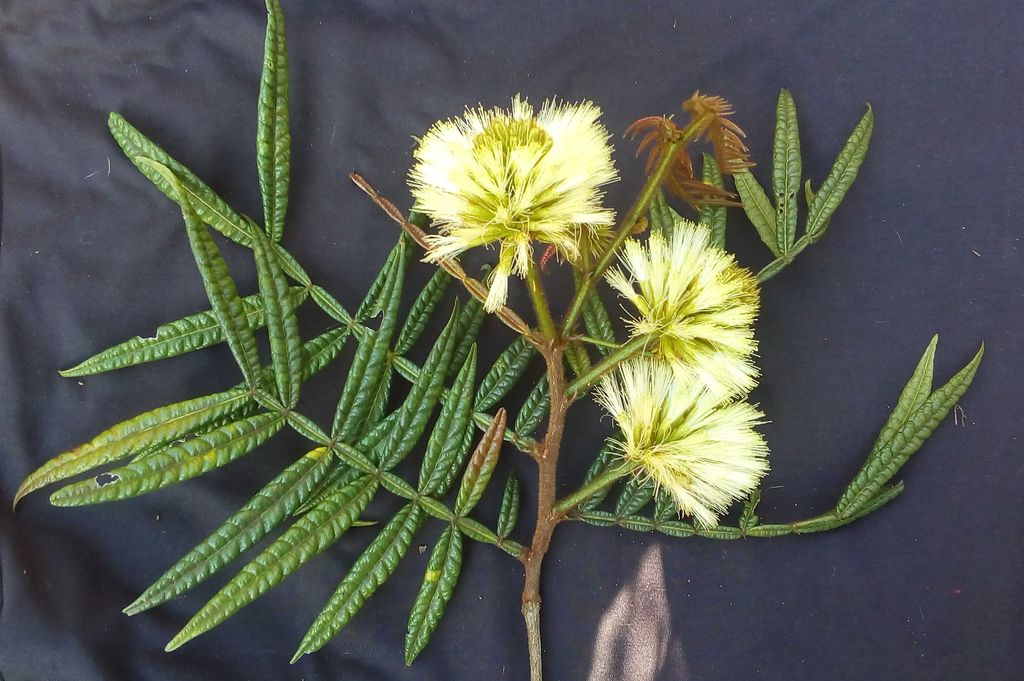
Zweig mit gefiederten Laubblättern und Blütenstand von Inga bullata

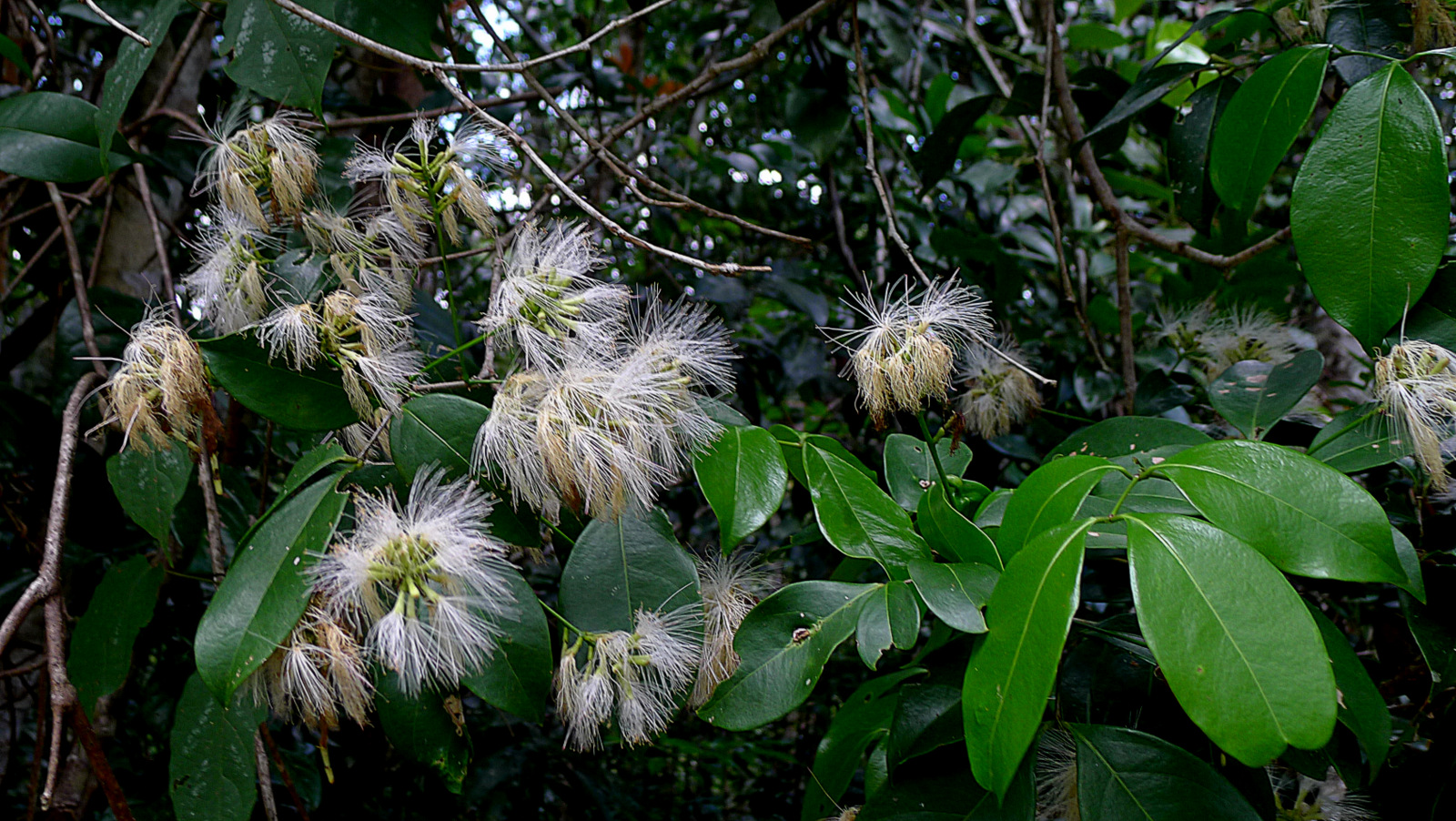
Laubblätter und Blütenstände von Inga capitata

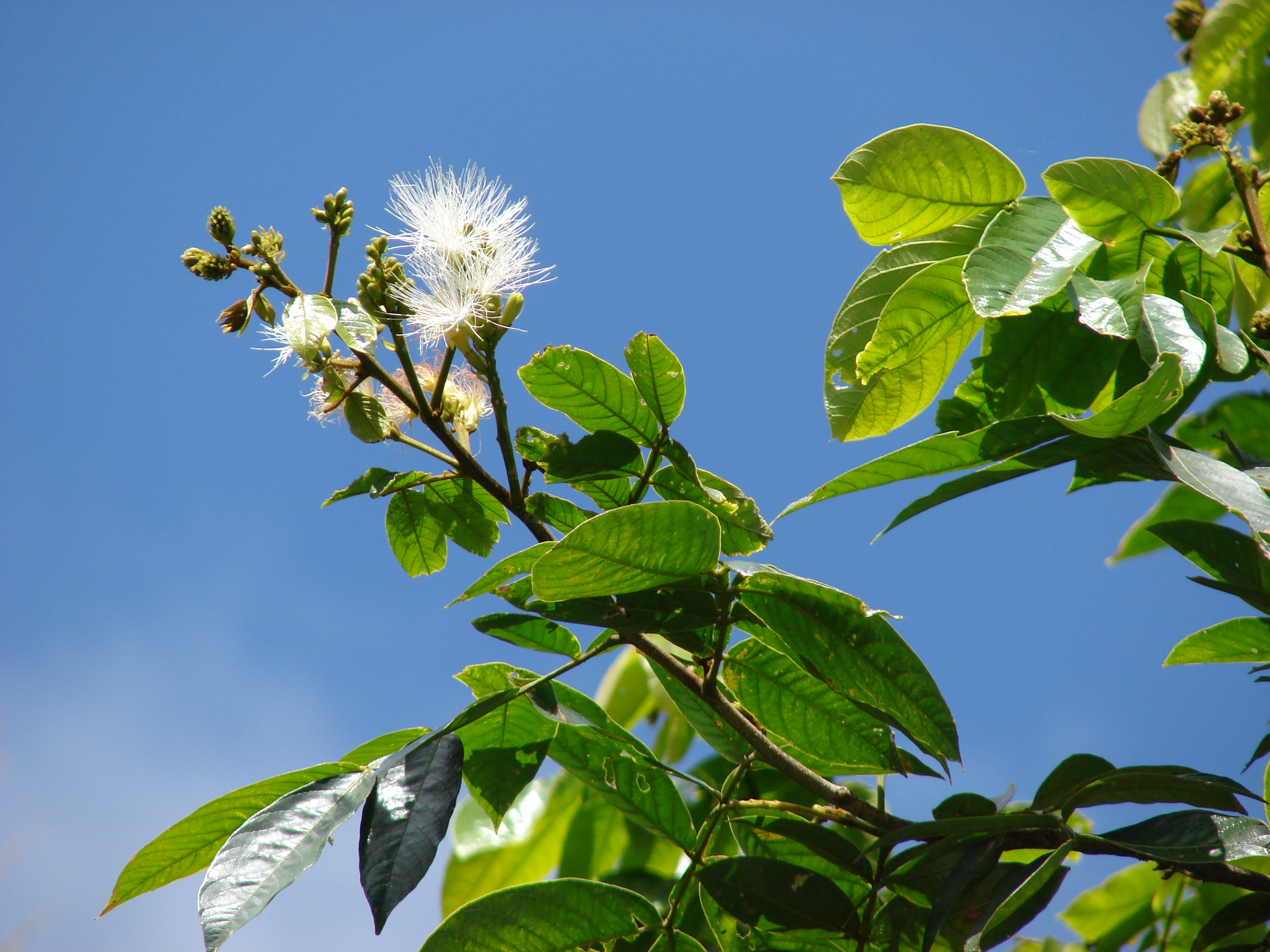
Inga feuilleei

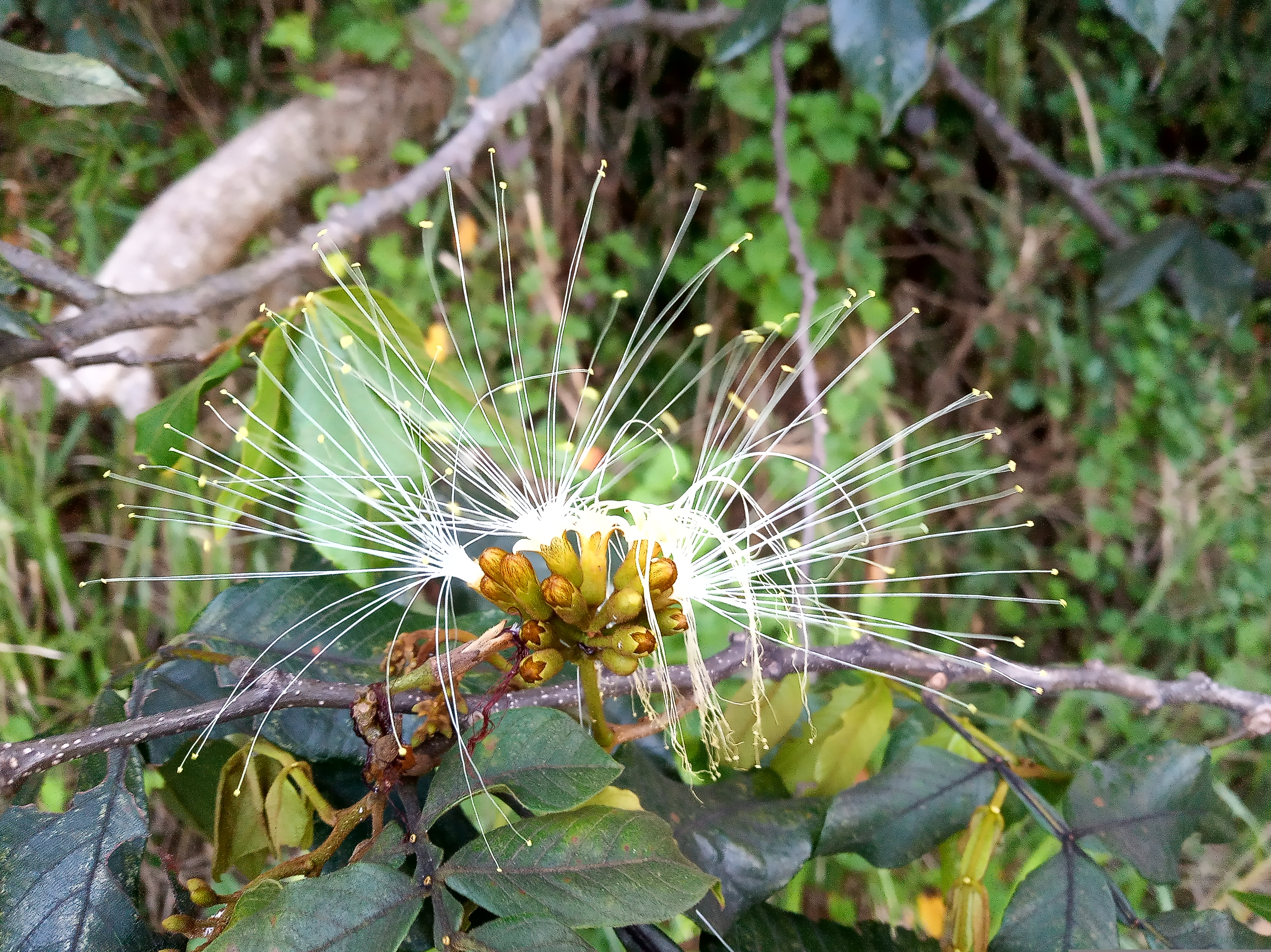
Blütenstand von Inga guadalupensis

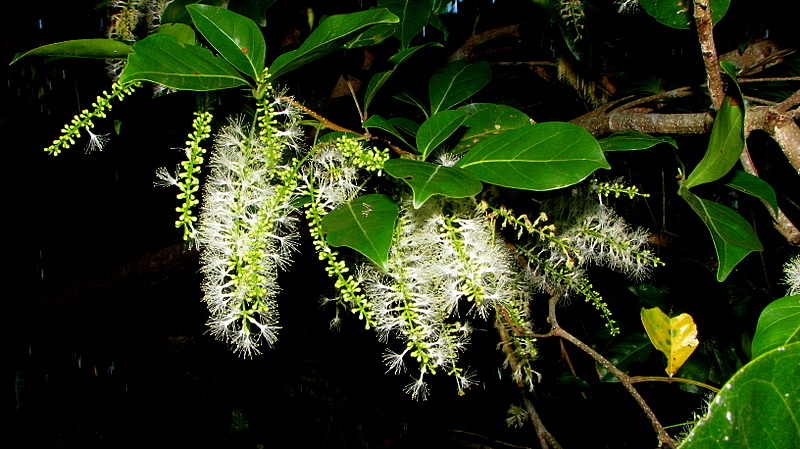
Inga laurina

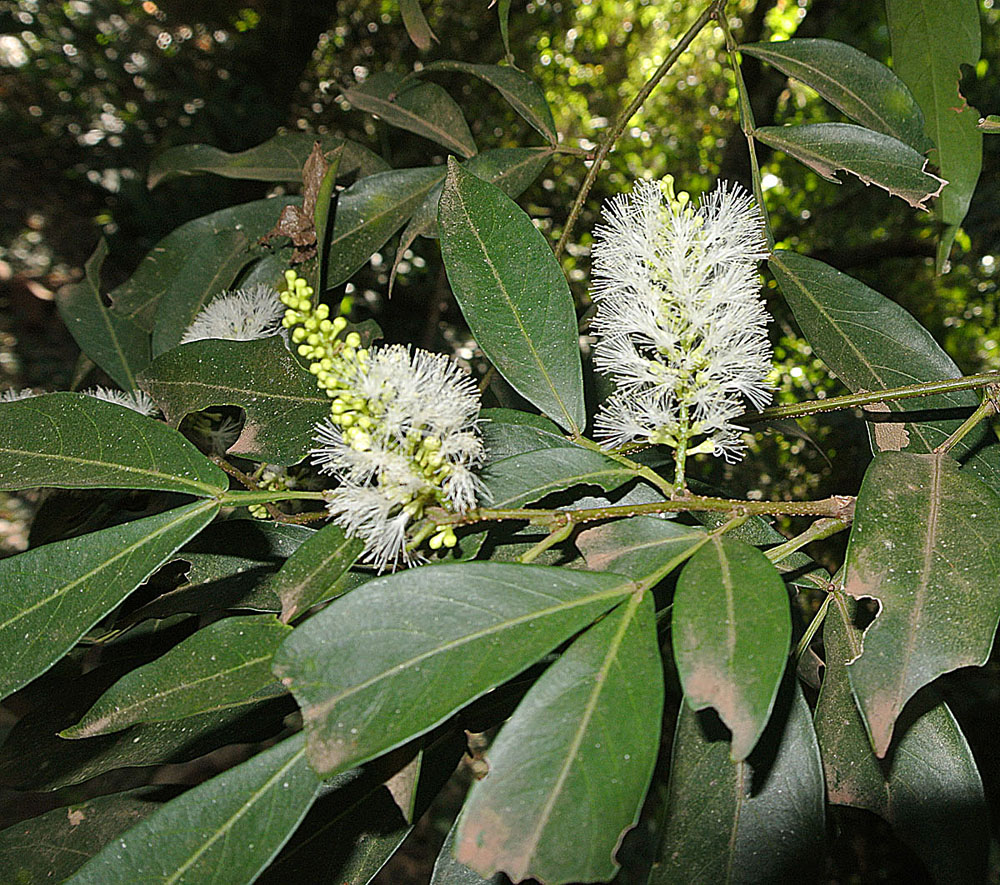
Inga marginata

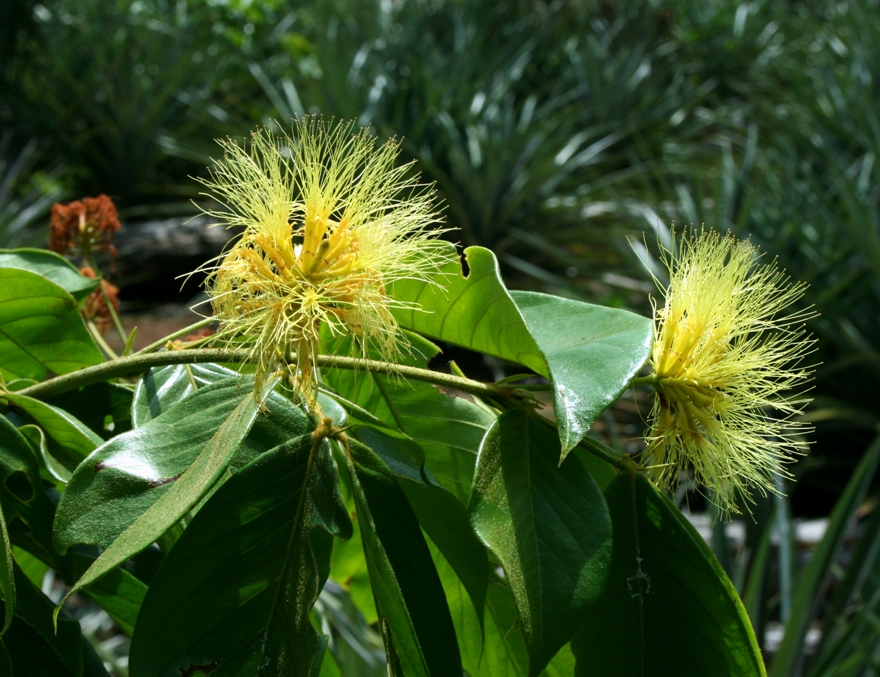
Inga pilosula

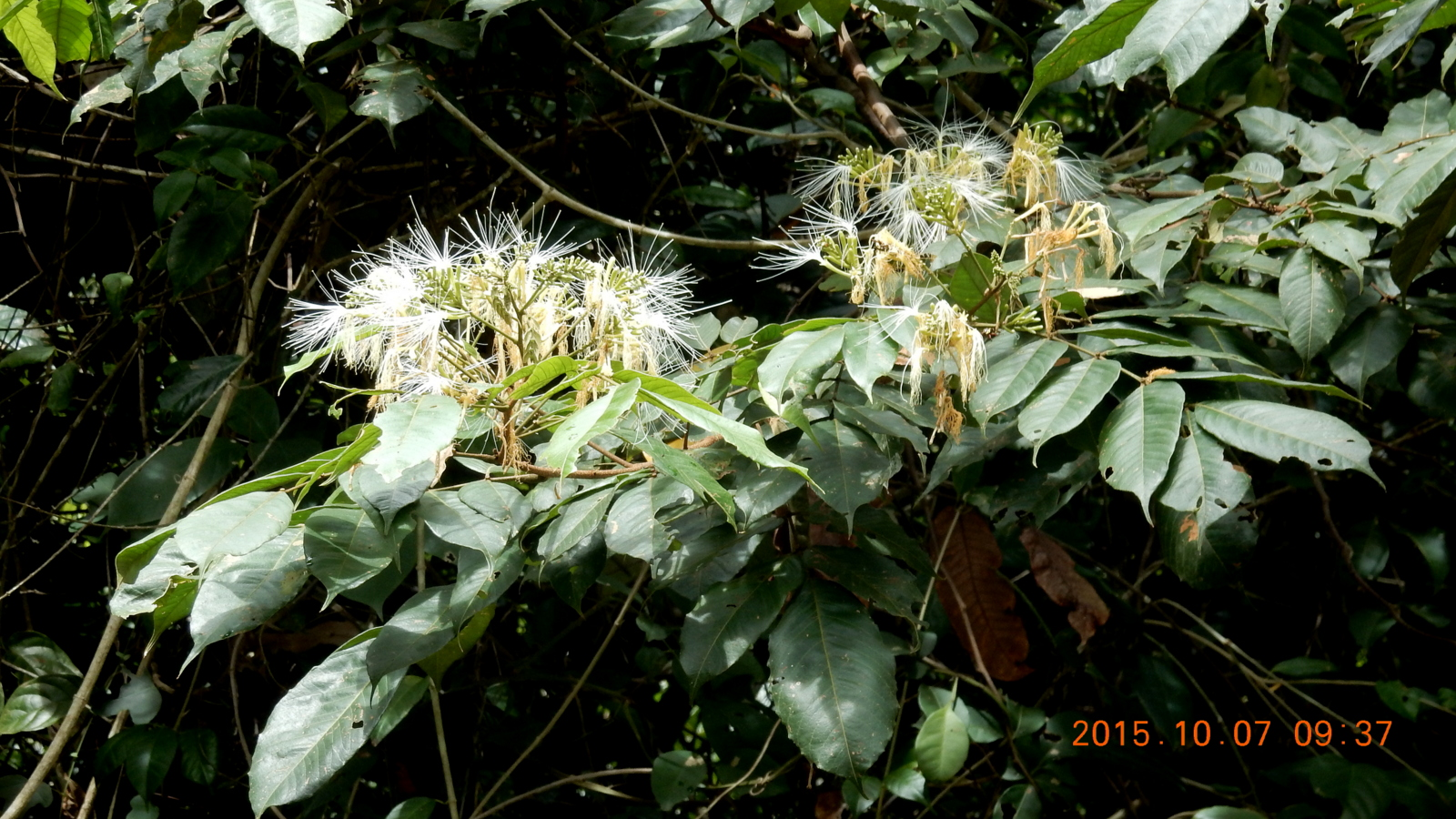
Zweig mit gefiederten Laubblättern und Hülsenfrucht von Inga rubiginosa

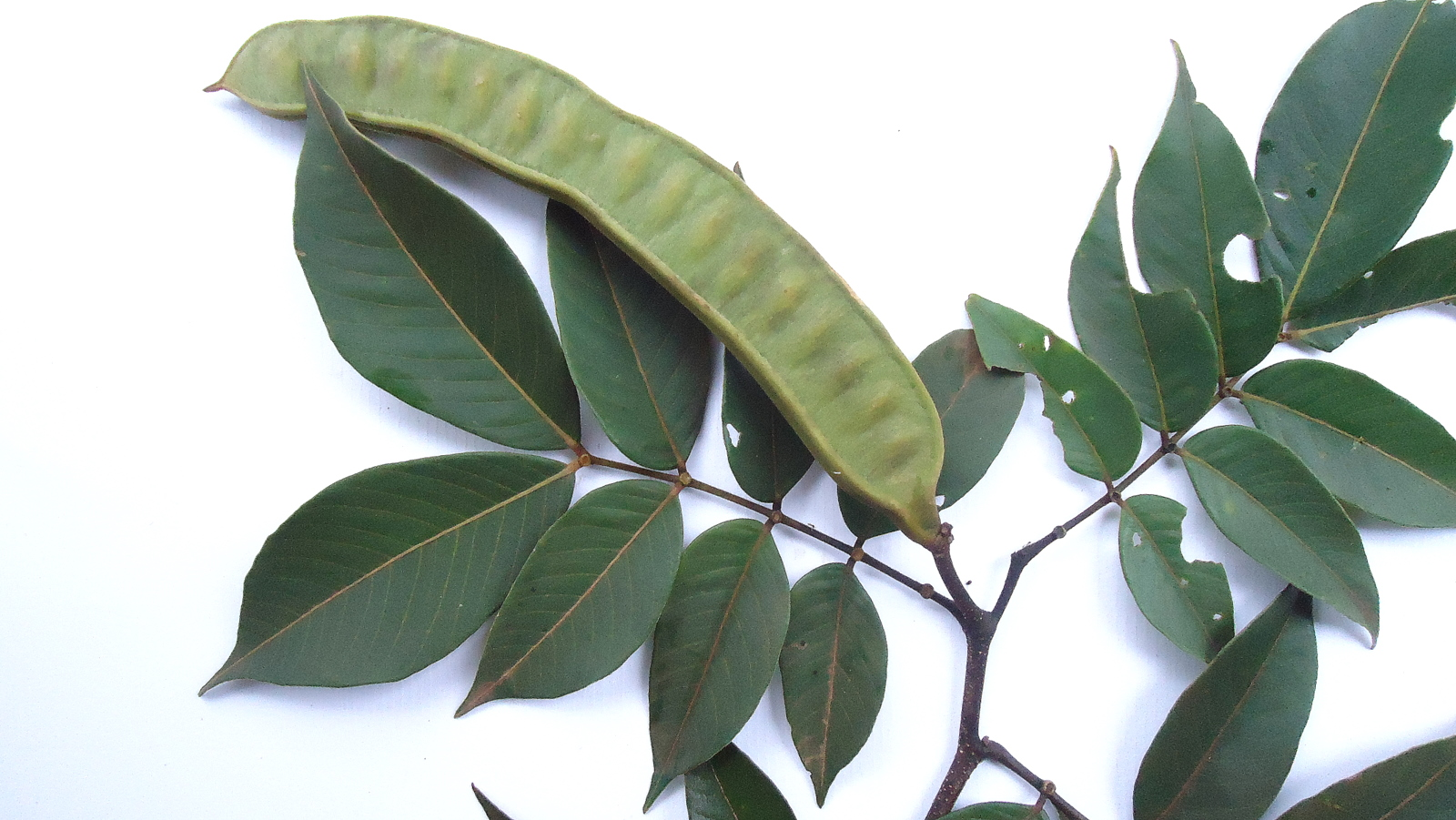
Inga rubiginosa

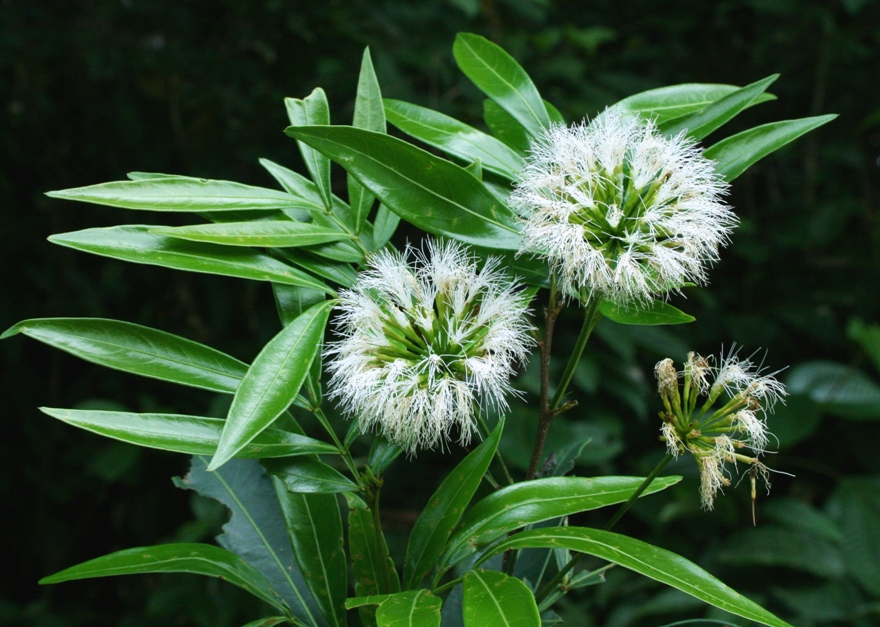
Inga sertulifera

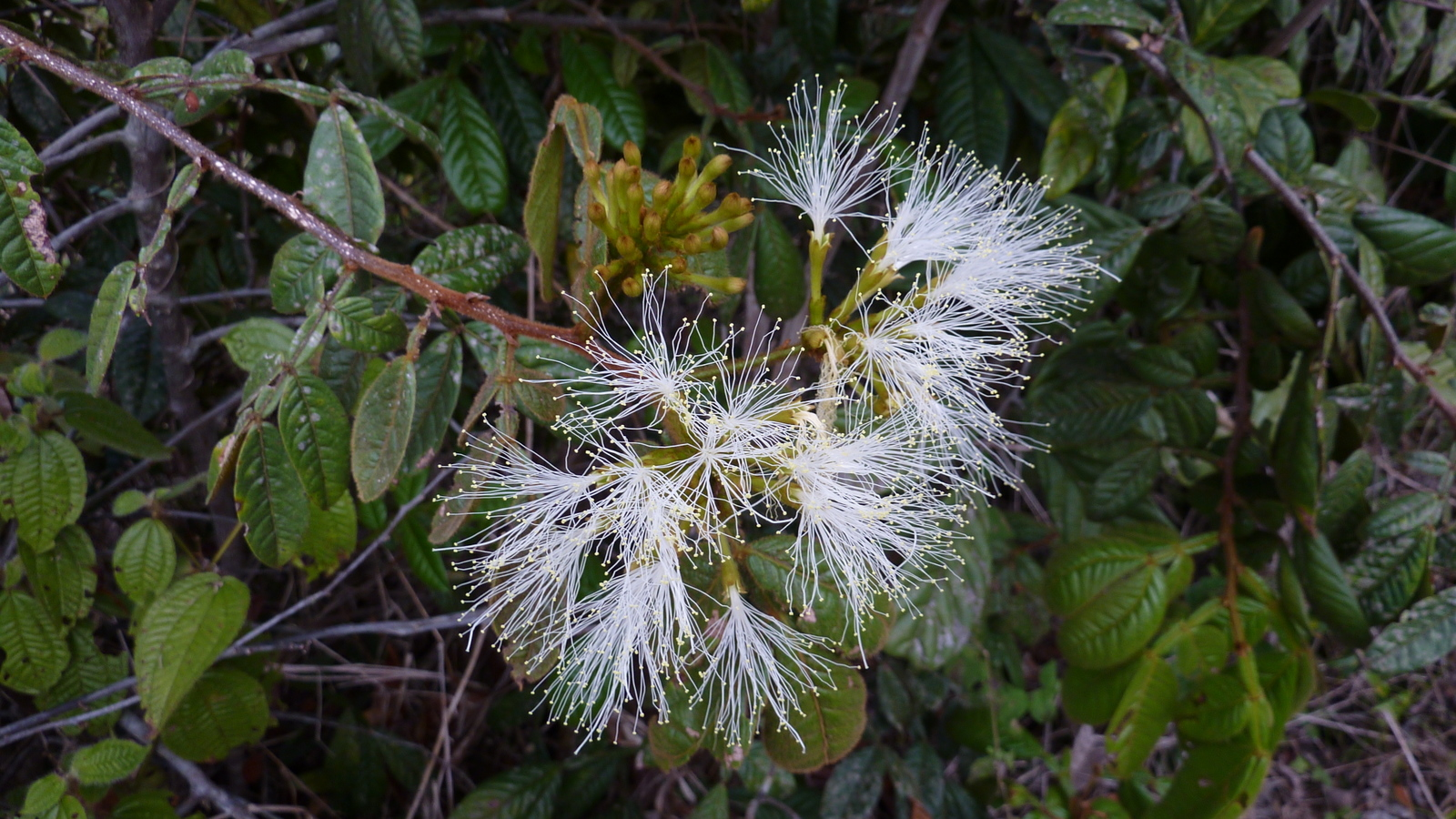
Zweig mit Blütenstand von Inga suborbicularis

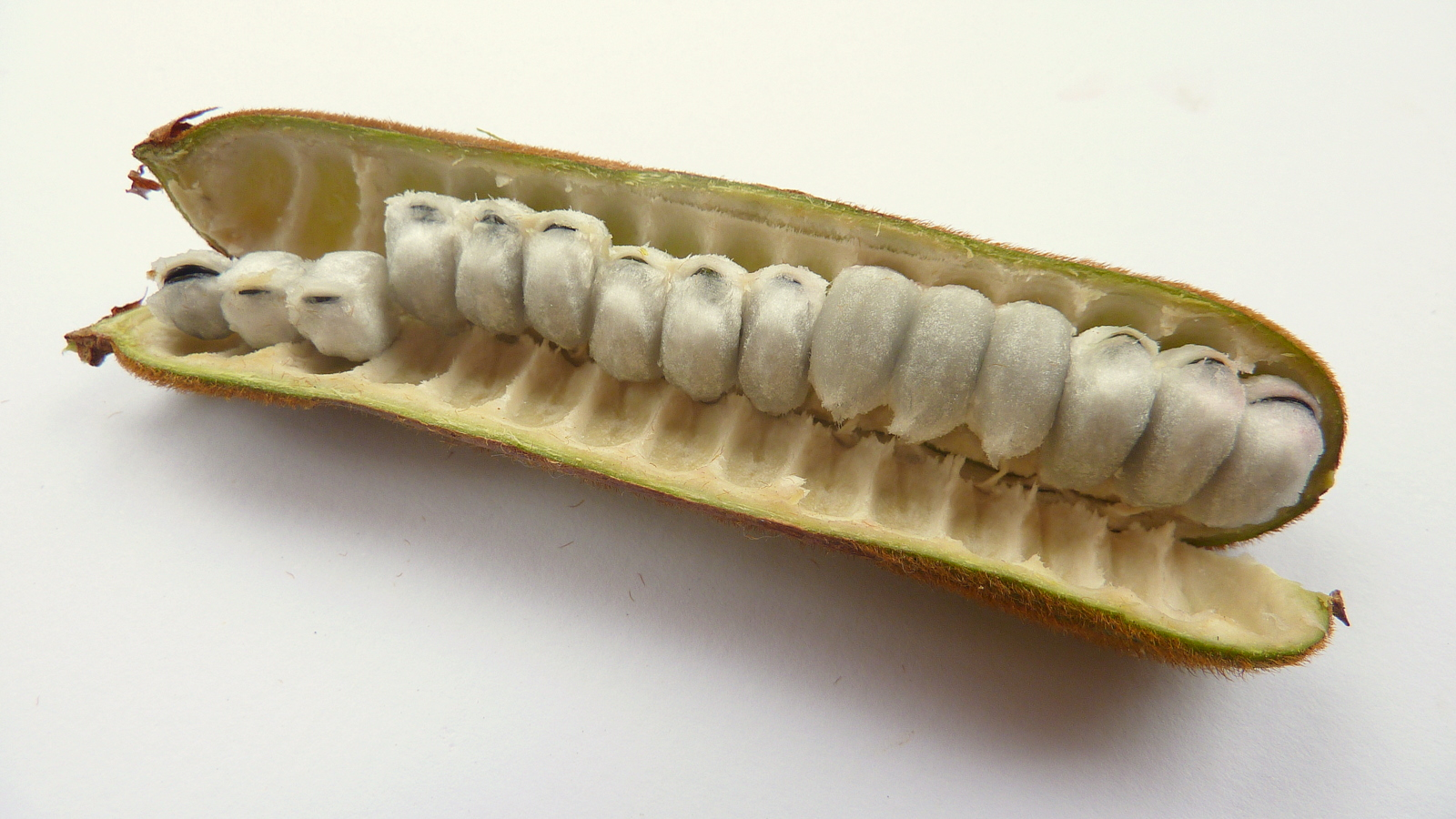
Offene Hülsenfrucht mit Samen von Inga suborbicularis

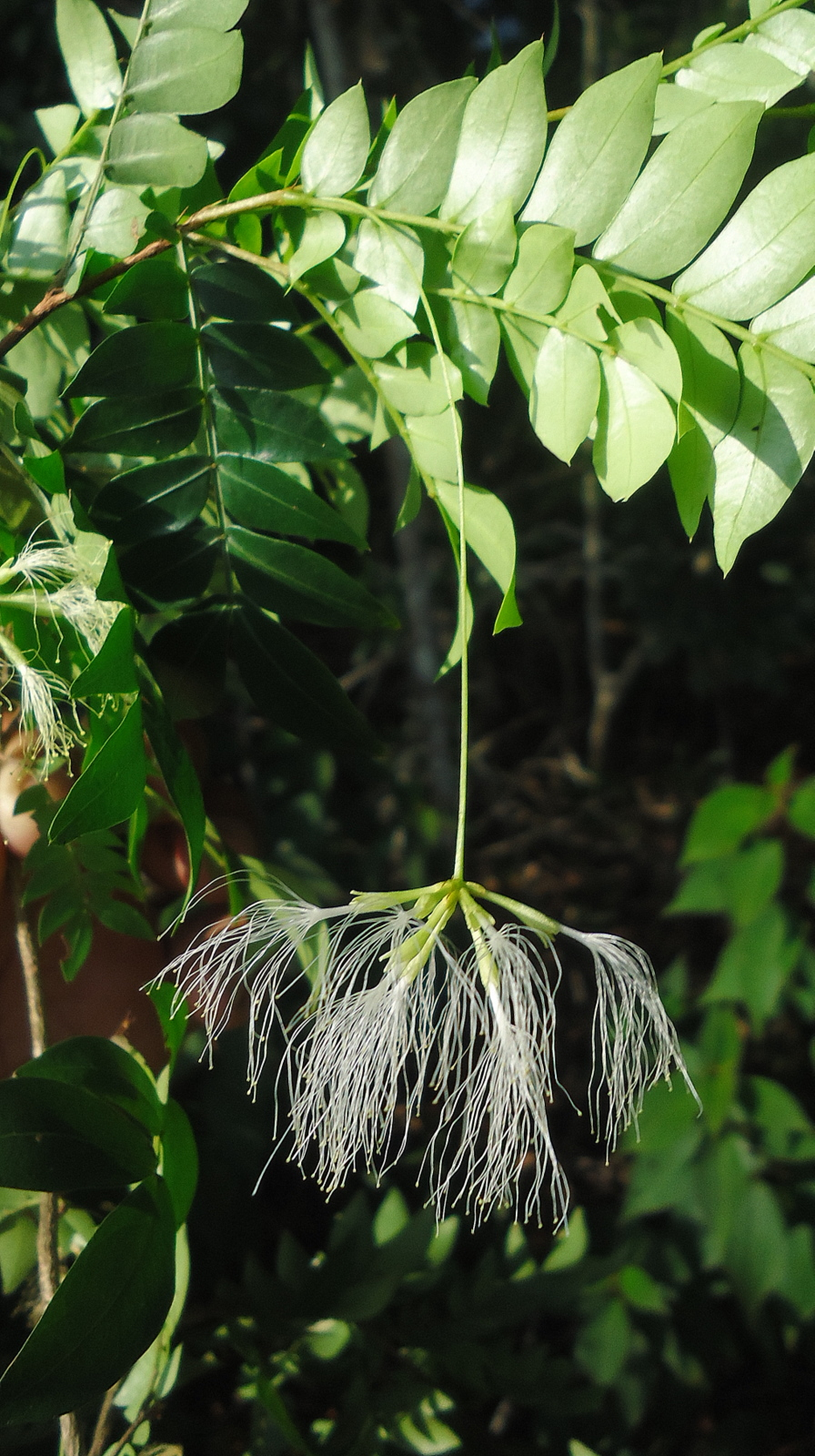
Zweig mit gefiederten Laubblättern und Blütenstand und Blüten mit den langen Staubblättern von Inga tenuis

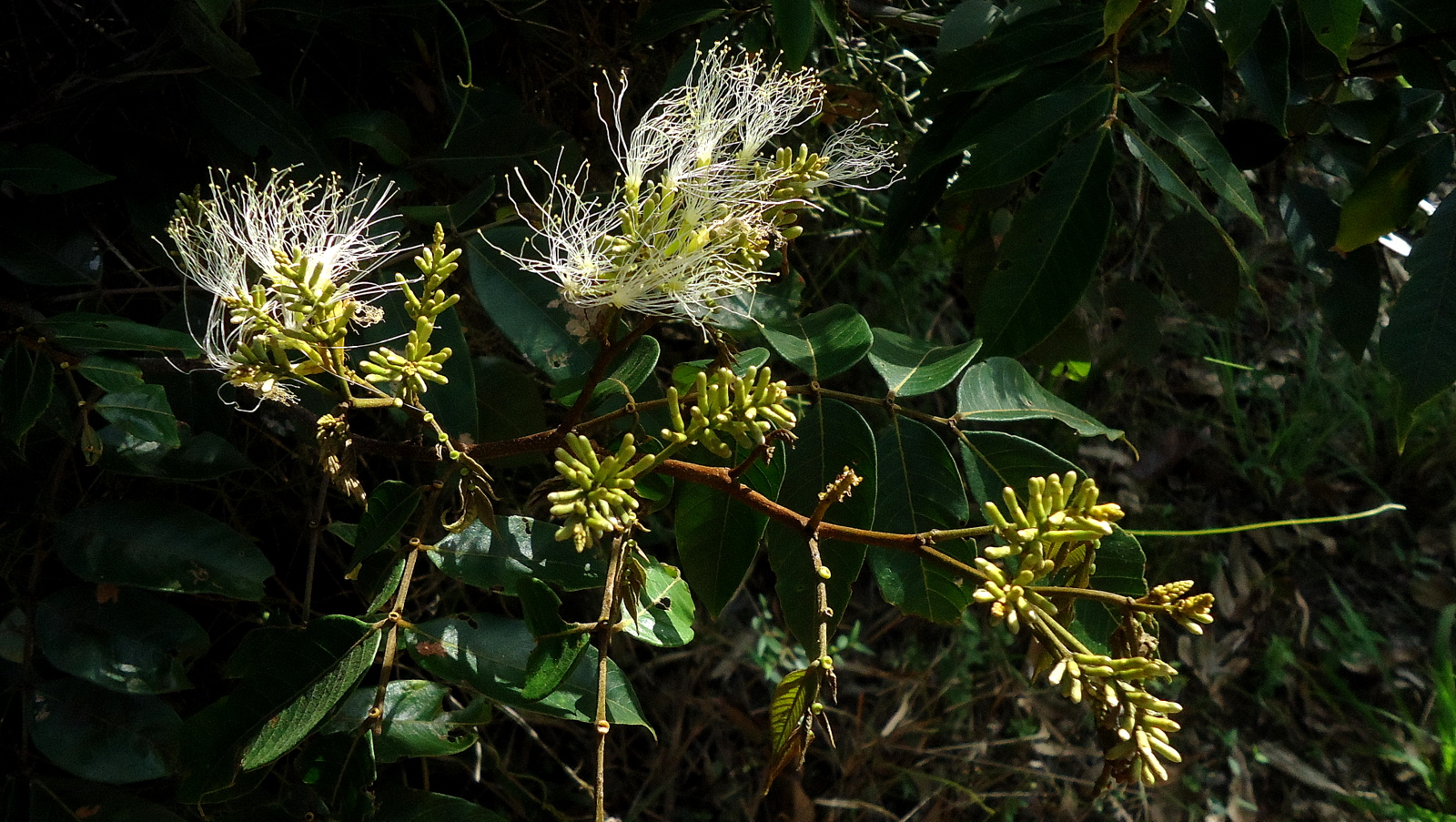
Zweig mit Blütenständen von Inga thibaudiana

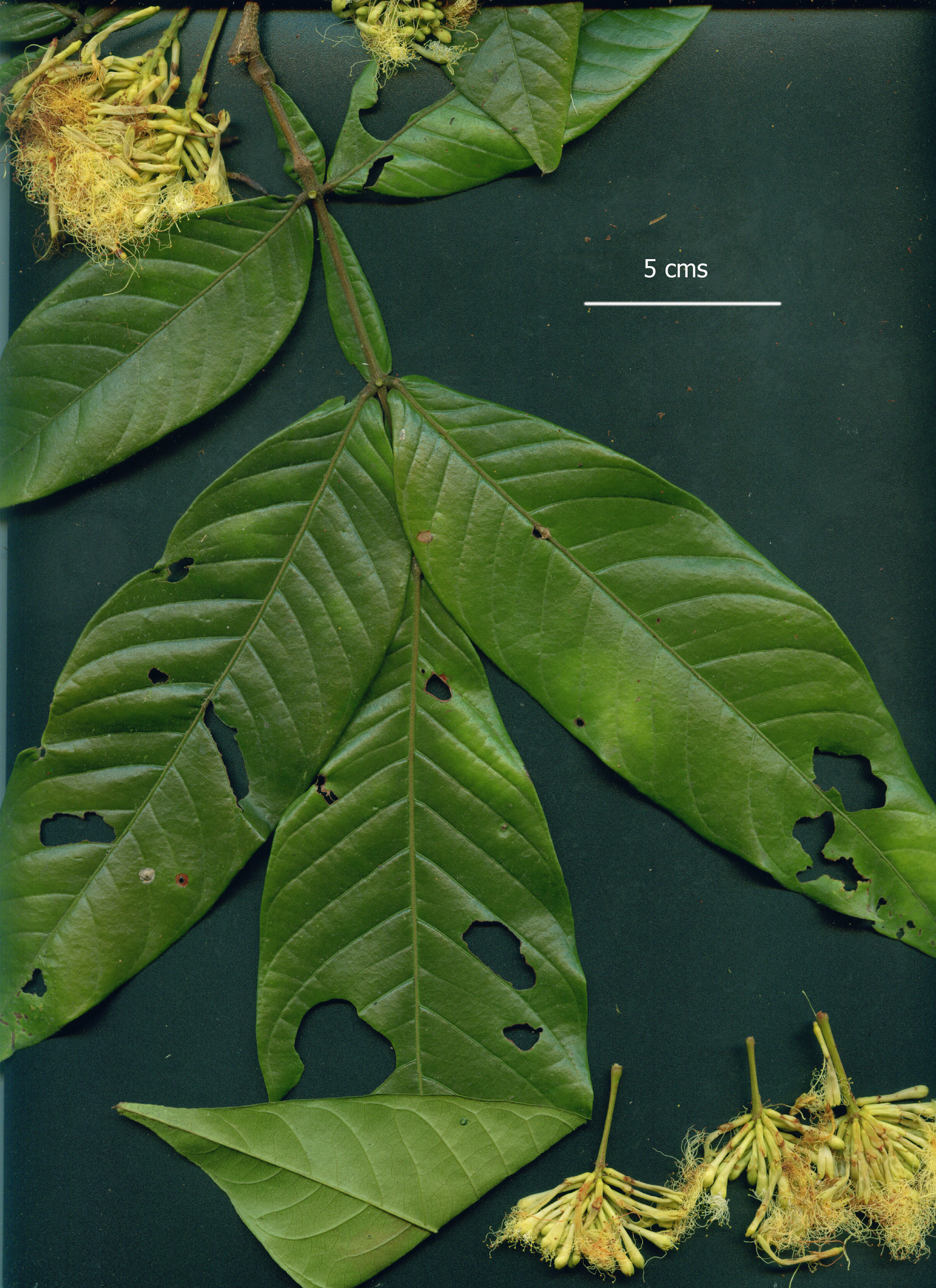
Laubblatt und Blütenstände von Inga venusta

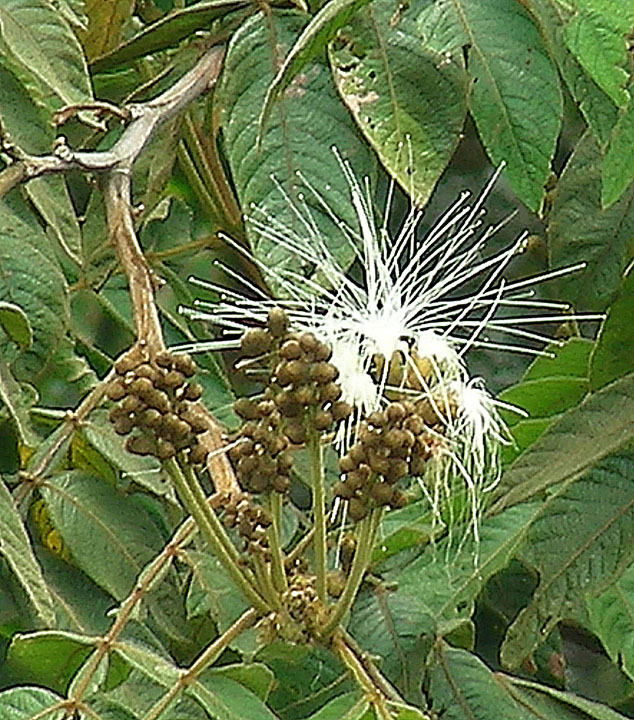
Zweig mit Blütenständen von Inga vera

Inga-Arten gedeihen fast weltweit in den Tropen oder Subtropen. In Mittel- und Südamerika sind sie häufig, allein in Costa Rica finden sich 66 Arten.
Es gibt über 300 Inga-Arten:
- Inga acicularis T.D.Penn.[6]
- Inga acreana Harms[6]: Sie kommt in Südamerika und in Kuba vor.[5]
- Inga acrocephala Steud.: Sie kommt in Mexiko und in Südamerika vor.[5]
- Inga acuminata Benth.[6]: Sie kommt in Südamerika, in Zentralamerika und auf Karibischen Inseln vor.[5]
- Inga adenophylla Pittier[6]
- Inga affinis DC.[6]
- Inga aggregata G.Don[6]
- Inga alata Benoist[6]
- Inga alatocarpa T.S.Elias[6]
- Inga alba (Sw.)Willd.: Sie kommt in Mexiko, Nicaragua, Costa Rica, Panama und in Südamerika vor.[5]
- Inga aliena J.F.Macbr.[6]
- Inga allenii Leon: Sie kommt in Costa Rica und in Panama vor.[5]
- Inga altissima Ducke[6]
- Inga amazonica L.Cardenas: Es gibt etwa vier Varietäten:[6]
  - Inga amazonica L.Cardenas var. amazonica[6]
  - Inga amazonica var. bracteifera (Ducke) L.Cardenas[6]
  - Inga amazonica var. lomatophylla (Benth.) L.Cardenas[6]
  - Inga amazonica var. membranacea (Ducke) L.Cardenas[6]
- Inga amboroensis T.D.Penn.[6]
- Inga andersonii McVaugh[6]
- Inga angustifolia Willd.[6]
- Inga apiculata Rusby[6]
- Inga approximata T.D.Penn.[6]
- Inga apta J.F.Macbr.[6]
- Inga aptera (Vinha) T.D. Penn.: Sie kommt im brasilianischen Bundesstaat Bahia vor.[5]
- Inga archeri Britton & Killip[6]
- Inga arenicola T.D.Penn.[6]
- Inga aria J.F.Macbr.[6]
- Inga arinensis Hoehne[6]
- Inga augustii Harms[6]
- Inga auristellae Harms[6]
- Inga bahiensis Benth.[6]
- Inga balaensis Pittier[6]
- Inga balsapambensis T.D.Penn.[6]
- Inga bangii Harms[6]
- Inga barbata Benth.[6]
- Inga barbourii Standl.[6]
- Inga belizensis Standl.[6]
- Inga bella M.Sousa: Sie kommt in Costa Rica vor.[5]
- Inga bicoloriflora Ducke[6]
- Inga bijuga Schery[6]
- Inga blanchetiana Benth.[6]: Sie kommt im brasilianischen Bundesstaat Bahia vor.[5]
- Inga bolivariana Britton & Killip[6]
- Inga boliviana Britton[6]
- Inga bollandii Sprague & Sandwith[6]: Sie kommt in Südamerika vor.[5]
- Inga bonplandiana Kunth[6]
- Inga borealis T.S.Elias[6]
- Inga bourgoni (Aubl.) DC.: Sie kommt in Kolumbien, Ecuador, Venezuela, Guayana, Suriname, Französisch-Guayana, Brasilien, Bolivien und Peru vor.[5]
- Inga brachyptera Benth.[6]: Im Heimatgebiet auch Pacae oder Pacay genannt. Sie kommt am Andenfuß in Südamerika vor.
- Inga brachyrhachis Harms[6]
- Inga brachystachya Ducke[6]
- Inga brachystachys (Ducke) Ducke[6]
- Inga bracteifera N.Zamora & T.D.Penn.: Sie kommt in Costa Rica vor.[5]
- Inga bracteosa Benth.[6]
- Inga brevialata Ducke[6]
- Inga brevipedicellata Harms[6]
- Inga brevipes Benth.[6]
- Inga brevituba T.S.Elias[6]
- Inga brunnescens Britton & Killip[6]
- Inga bullata Benth.: Es gibt etwa zwei Varietäten:[6]
  - Inga bullata Benth. var. bullata[6]
  - Inga bullata var. glabrescens Taub.[6]
- Inga bullatorugosa Ducke[6]
- Inga cabelo T.D.Penn.[6]
- Inga cabrerae M.Sousa[6]
- Inga calantha Ducke: Sie kommt in Brasilien vor.[5]
- Inga calanthoides Amshoff[6]
- Inga calcicola M.Sousa[6]
- Inga calderonii Standl.: Sie kommt in Mexiko, Guatemala und El Salvador vor.[5]
- Inga campanulata Benth.[6]
- Inga canaminensis Rusby[6]
- Inga canonegrensis N.Zamora & T.D.Penn.: Sie kommt in Costa Rica vor.[5]
- Inga capitata Desv.: Sie kommt in Costa Rica und in Südamerika vor.[5] Es gibt etwa drei Varietäten:[6]
  - Inga capitata var. brevicalyx Benth.[6]
  - Inga capitata Desv. var. capitata[6]
  - Inga capitata var. tenuior Benth.[6]
- Inga capsellata Uribe[6]
- Inga cardozana L.Cardenas[6]
- Inga carinata T.D.Penn.[6]
- Inga caudata Killip[6]
- Inga cayennensis Benth.[6]: Sie kommt in Südamerika vor.[5]
- Inga cecropietorum Ducke[6]
- Inga chartacea Poepp.[6]
- Inga chiapensis M.Sousa[6]
- Inga chinacotana Britton & Killip[6]
- Inga chocoensis T.S.Elias[6]: Sie kommt in Nicaragua, Costa Rica, Panama,  Kolumbien und in Ecuador vor.[5]
- Inga chorrerana T.S.Elias[6]
- Inga chrysantha Ducke[6]
- Inga ciliata C.Presl: Sie kommt in Costa Rica, Panama, Brasilien und im westlichen Südamerika vor.[5] Es gibt etwa zwei Unterarten:[6]
  - Inga ciliata C.Presl subsp. ciliata[6]
  - Inga ciliata subsp. subcapitata T.D.Penn.[6]
- Inga cinnamomea Benth.[6]: Sie kommt in Südamerika vor.[5]
- Inga cocleensis Pittier: Sie kommt von Guatemala bis Panama, in Kolumbien und Venezuela vor.[5] Es gibt etwa zwei Varietäten:[6]
  - Inga cocleensis var. cocleensis Pittier[6]
  - Inga cocleensis var. megantha T.S.Elias[6]
- Inga codonantha Pittier[6]
- Inga complanata Amshoff[6]
- Inga congesta T.D. Penn.: Sie kommt in Brasilien vor.[5]
- Inga conferta Benth.[6]
- Inga cookii Pittier[6]
- Inga coragypsea Uribe[6]
- Inga cordatoalata Ducke[6]
- Inga cordistipula Mart.[6]: Sie kommt in den brasilianischen Bundesstaaten Minas Gerais und Rio de Janeiro vor.[5]
- Inga coruscans Willd.: Sie kommt in Costa Rica, Panama und in Südamerika vor.[5]
- Inga crassiflora Ducke[6]
- Inga cuspidata M.Sousa[6]
- Inga cycladenia Pittier[6]
- Inga cyclocarpa Ducke[6]
- Inga cylindrica (Vell.) Mart.: Sie kommt in Costa Rica und in Südamerika vor.[5]
- Inga cynometrifolia Harms[6]
- Inga dasycarpa M.Sousa[6]
- Inga davidsei M.Sousa[6]
- Inga davidsoniae Standl.[6]
- Inga densiflora Benth.: Sie kommt von Mexiko bis Panama und in Südamerika vor.[5]
- Inga diadema (Vell.) Mart.[6]
- Inga disticha Benth.: Sie kommt in Brasilien, Bolivien, Guayana, Suriname und in Französisch-Guayana vor.[5] Es gibt etwa zwei Varietäten:[6]
  - Inga disticha Benth. var. disticha[6]
  - Inga disticha var. negrensis (Benth.) Ducke[6]
- Inga dolichantha Uribe[6]
- Inga dominicensis Benth.[6]
- Inga donaeana J.F.Macbr.[6]
- Inga duckei Huber: Sie kommt in Brasilien und in Peru vor.[5]
- Inga duquei Harms[6]
- Inga dwyeri M.Sousa[6]
- Inga dysantha Benth.[6]
- Inga edulis Mart.: Sie kommt in Kolumbien, Ecuador, Brasilien, Peru, Venezuela, Guayana, Suriname und in Französisch-Guayana vor.[5] Es gibt etwa zwei Varietäten:[6]
  - Inga edulis Mart. var. edulis[6]
  - Inga edulis var. parviflora Benth.[6]
- Inga eglandulosa T.S.Elias[6]
- Inga ellipsoidea Rusby[6]
- Inga ellsworthiana Uribe[6]
- Inga endlicheri (Kuntze) J.F.Macbr.[6]
- Inga enterolobioides T.D.Penn.[6]
- Inga eriocarpoides Britton & Killip[6]
- Inga eriorhachis Harms[6]
- Inga exalata T.S.Elias: Sie kommt in Costa Rica und in Panama vor.[5] Es gibt etwa zwei Unterarten:[6]
  - Inga exalata T.S.Elias subsp. exalata[6]
  - Inga exalata subsp. umbilicata N.Zamora & T.D.Penn.[6]
- Inga exfoliata T.D.Penn. & F.C.P.Garcia[6]
- Inga exilis T.D.Penn.[6]
- Inga extra-nodis T.D.Penn.[6]
- Inga fagifolia (L.)Benth.: Es gibt etwa vier Varietäten:
  - Inga fagifolia var. belemnensis Ducke[6]
  - Inga fagifolia (L.)Benth. var. fagifolia[6]
  - Inga fagifolia var. intermedia Hassl.[6]
  - Inga fagifolia var. pedicellaris Benth.[6]
- Inga fanchoniana Poncy[6]: Sie kommt im brasilianischen Bundesstaat Amapá und in Französisch-Guayana vor.[5]
- Inga fastuosa (Jacq.)Willd.[6]: Sie kommt auf Karibischen Inseln und im nördlichen und westlichen Südamerika vor.[5]
- Inga fendleriana Benth.[6]
- Inga ferrugineo-hirta Benth.[6]
- Inga feuilleei DC.[6]: Sie kommt im westlichen Südamerika vor.[5]
- Inga filiformis N.Zamora[6]
- Inga flagelliformis (Vell.) Mart.[6]
- Inga fluvii-novi Harms[6]
- Inga fosteriana T.D.Penn.[6]
- Inga fredoniana Britton & Killip[6]
- Inga gereauana (Pipoly & R.Vasquez) T.D.Penn.[6]
- Inga glomeriflora Ducke[6]
- Inga goldmanii Pittier: Sie kommt in Nicaragua, Costa Rica, Panama und in Kolumbien vor.[5]
- Inga golfodulcensis N.Zamora: Sie kommt in Costa Rica vor.[5]
- Inga goniocalyx Britton & Killip[6]
- Inga graciliflora Benth.: Sie kommt in Peru, in Brasilien und im nördlichen Südamerika vor.[5] Es gibt etwa zwei Varietäten:[6]
  - Inga graciliflora Benth. var. graciliflora[6]
  - Inga graciliflora var. peruviana J.F.Macbr.[6]
- Inga gracilifolia Ducke: Sie kommt in Venezuela, Guayana, Brasilien und Peru vor.[5]
- Inga gracilior Sprague[6]
- Inga grandis T.D.Penn.[6]
- Inga guamito Uribe[6]
- Inga guilleminiana Benth.[6]
- Inga hayesii Benth.[6]: Sie kommt in Panama, in Kolumbien und in Ecuador vor.[5]
- Inga hedgerae G.P.Lewis[6]
- Inga heinei Harms[6]
- Inga herrerae N.Zamora: Sie kommt in Costa Rica vor.[5]
- Inga herthae Harms[6]
- Inga heterophylla Willd.[6]: Sie kommt auf Trinidad, in Panama und in Südamerika vor.[5]
- Inga heteroptera Benth.[6]
- Inga hintonii Sandwith[6]
- Inga hirsutissima Rusby[6]
- Inga hispida Benth.[6]: Sie kommt in Brasilien vor.[5]
- Inga holtonii Pittier[6]
- Inga huastecana M.Sousa[6]
- Inga huberi Ducke[6]: Sie kommt in Brasilien und im nördlichen Südamerika vor.[5]
- Inga ilta T.D.Penn.[6]
- Inga inflata Ducke[6]
- Inga ingoides (Rich.) Willd.[6]}: Sie kommt in Südamerika und auf Karibischen Inseln vor.[5]
- Inga inicuil Schltdl. & Cham. ex G. Don: Sie kommt in Mexiko, in Zentralamerika und in Ecuador vor.[5]
- Inga insignis Kunth[6]: Sie kommt in Kolumbien, in Ecuador und in Peru vor.[5]
- Inga interfluminensis Uribe[6]
- Inga interrupta L.Cardenas & De Martino[6]
- Inga involucrata Cowan[6]
- Inga ismaelis M.Sousa[6]
- Inga japurensis T.D.Penn.[6]
- Inga jaunechensis A.H.Gentry[6]
- Inga jefensis Liesner & D’Arcy: Sie kommt in Costa Rica, Panama und in Kolumbien vor.[5]
- Inga jimenezii N.Zamora: Sie kommt in Costa Rica vor.[5]
- Inga jinicuil Schltdl.: Sie kommt von Mexiko bis Costa Rica und im nordwestlichen Ecuador vor.[5]
- Inga jucunda Ducke[6]
- Inga juglandifolia Willd.[6]
- Inga killipiana J.F.Macbr.[6]
- Inga klugii J.F.Macbr.[6]
- Inga kursarii M.J. Endara & J.E.Guevara: Sie wurde 2019 erstbeschrieben und gedeiht in Höhenlagen von 200 bis 600 Metern in Kolumbien, Peru sowie Ecuador.[1]
- Inga lacustris M.Sousa[6]
- Inga lallensis Benth.[6]
- Inga lanceifolia Benth.[6]
- Inga lateriflora Miq.: Sie kommt in Südamerika vor.[5] Es gibt etwa zwei Varietäten:[6]
  - Inga lateriflora Miq. var. lateriflora[6]: Sie kommt in Südamerika vor.[5]
  - Inga lateriflora var. latior Ducke[6]
- Inga latibracteata Harms[6]
- Inga latipes Pittier: Sie kommt in Costa Rica vor.[5]
- Inga laurifolia Benth.[6]
- Inga laurina (Sw.) Willd.[6]: Sie ist von Mexiko bis Zentralamerika und auf Karibischen Inseln und in Südamerika bis Argentinien weitverbreitet.[5]
- Inga laxiflora (DC.) Benth.[6]
- Inga leiocalycina Benth.[6]: Sie kommt von Mexiko bis zum nördlichen und westlichen Südamerika vor.[5]
- Inga lenticellata Benth.[6]: Sie kommt in Brasilien vor.[5]
- Inga lentiscifolia Benth.: Sie kommt in Brasilien vor.[5]
- Inga leonis N.Zamora: Sie kommt in Costa Rica und in Panama vor.[5]
- Inga leptantha Benth.[6]
- Inga leptingoides Amshoff[6]
- Inga leptocarpa T.D.Penn.[6]
- Inga lineata Benth.[6]
- Inga litoralis N.Zamora: Sie kommt im nördlichen Honduras und in Costa Rica vor.[5]
- Inga lomatophylla (Benth.) Pittier: Sie kommt in Kolumbien, in Venezuela, in Französisch-Guayana und in Brasilien vor.[5]
- Inga longiflora Benth.[6]: Sie kommt in Brasilien und in Französisch-Guayana vor.[5]
- Inga longifoliola Cowan[6]
- Inga longipedunculata Ducke[6]
- Inga longipes Benth.[6]
- Inga longispica Standl.: Sie kommt in Costa Rica, Panama und in Kolumbien vor.[5]
- Inga lopadadenia Harms[6]
- Inga loretana J.F.Macbr.[6]
- Inga luschnathiana Benth.[6]
- Inga macarenensis Philipson[6]
- Inga macrantha Johnston[6]
- Inga macrophylla Willd.: Sie kommt in Südamerika und in Trinidad vor.[5] Es gibt etwa zwei Varietäten:[6]
  - Inga macrophylla var. macrophylla Willd.[6]
  - Inga macrophylla var. stenoptera Benth.[6]
- Inga manabiensis T.D.Penn.[6]
- Inga marginata Willd.: Sie kommt in Mexiko, Costa Rica, Panama und in Südamerika vor.[5] Es gibt etwa zwei Varietäten:
  - Inga marginata var. itayensis J.F.Macbr.[6]
  - Inga marginata Willd. var. marginata[6]
- Inga maritima Benth.[6]: Sie kommt in Brasilien vor.[5]
- Inga martinicensis C.Presl[6]
- Inga maynensis Benth.[6]
- Inga medellinensis Uribe[6]
- Inga megalobotrys T.D.Penn.[6]
- Inga megaphylla Poncy & Vester[6]
- Inga meissneriana Miq.[6]
- Inga melinonis Sagot[6]
- Inga mendoncaei Harms[6]
- Inga micheliana Harms[6]: Sie kommt in Mexiko, in El Salvador, Guatemala, Honduras, Costa Rica und Panama vor.[5]
- Inga micradenia Benth.[6]
- Inga microcalyx Benth.: Sie kommt in Brasilien vor.[5]
- Inga microdonta Britton & Killip[6]
- Inga microgyna Uribe[6]
- Inga mischantha Harms[6]
- Inga mortoniana Leon[6]: Sie kommt nur in Costa Rica vor.[5]
- Inga mucuna Walp.[6]
- Inga multicaulis Benth.[6]
- Inga multijuga Benth.: Sie kommt von Mexiko bis Panama, in Venezuela und in Ecuador vor.[5] Es gibt etwa drei Unterarten:[6]
  - Inga multijuga subsp. aestuariorum (Pittier) T.D.Penn.[6]
  - Inga multijuga subsp. mexicana T.D.Penn.[6]
  - Inga multijuga Benth. subsp. multijuga[6]
- Inga multinervis T.D.Penn.[6]
- Inga neblinensis L.Cardenas & De Martino[6]
- Inga negrensis Benth.[6]
- Inga nobilis Willd.[6]: Sie kommt in zwei Unterarten von Mexiko bis Peru und Brasilien vor.[5]
  - Inga nobilis Willd. subsp. nobilis[6]
  - Inga nobilis subsp. quaternata (Poepp. & Endl.) T.D.Penn.[6]
- Inga nubigena A.R.Molina[6]
- Inga nubium Poncy[6]
- Inga nuda Benth.: Es gibt etwa zwei Varietäten:[6]
  - Inga nuda var. longiflora Benth.[6]
  - Inga nuda Benth. var. nuda[6]
- Inga nouragensis Poncy: Sie kommt nur in Französisch-Guayana vor.[5]
- Inga nutans Mart.: Es gibt etwa zwei Varietäten:[6]
  - Inga nutans Mart. var. nutans[6]
  - Inga nutans var. tenuis (Vell.) Benth.[6]
- Inga obidensis Ducke: Es gibt etwa zwei Varietäten:[6]
  - Inga obidensis Ducke var. obidensis[6]
  - Inga obidensis var. pilosa Ducke[6]
- Inga oblanceolata Britton & Killip[6]
- Inga obscura J.F.Macbr.[6]
- Inga obtusa Benth.[6]
- Inga obtusata Benth.[6]
- Inga odoratissima Ducke[6]
- Inga oerstediana Benth.: Sie kommt von Mexiko bis Panama, auf Inseln der Karibik, in Kolumbien, Ecuador, Peru und Bolivien vor.[5]
- Inga olivacea Sprague[6]
- Inga organensis Pittier[6]
- Inga ornata Kunth: Sie kommt in Kolumbien, Ecuador und in Peru vor.[5]
- Inga ornifolia Kunth[6]
- Inga ouraphylla Uribe[6]
- Inga pachyphylla Harms[6]
- Inga pallida Rusby[6]
- Inga paludicola A.R.Molina[6]
- Inga panurensis Benth.[6]: Sie kommt in Brasilien vor.[5]
- Inga paraensis Ducke[6]: Sie kommt im nördlichen Südamerika und in Brasilien vor.[5]
- Inga pardoana Harms[6]
- Inga paterno Harms[6]
- Inga pauciflora Walp.[6]
- Inga pavoniana G.Don[6]
- Inga pezizifera Benth.: Sie kommt on Costa Rica, Panama und in Südamerika vor.[5]
- Inga pilosa Uribe[6]
- Inga pilosiuscula Desv.: Es gibt etwa zwei Varietäten:[6]
  - Inga pilosiuscula var. panurensis Benth.[6]
  - Inga pilosiuscula Desv. var. pilosiuscula[6]
- Inga pilosula (Rich.) J.F.Macbr.[6]: Sie kommt auf Karibischen Inseln und in Südamerika vor.[5]
- Inga pinetorum Pittier[6]
- Inga platyptera Benth.[6]
- Inga plumifera Benth.[6]
- Inga pluricarpellata T.D.Penn.[6]
- Inga poeppigiana Benth.[6]
- Inga polita Britton & Killip: Sie kommt in Costa Rica, Panama und in Kolumbien vor.[5]
- Inga polyantha Ducke[6]
- Inga porcata T.D.Penn.[6]
- Inga portobellensis Beurl.[6]
- Inga praegnans T.D.Penn.[6]
- Inga pruriens Poepp.[6]: Sie kommt in Ecuador, Peru und in Brasilien vor.[5]
- Inga pseudofastuosa Britton & Killip[6]
- Inga pseudoinvolucrata M.Sousa[6]
- Inga pseudospuria Britton & Killip[6]
- Inga psittacorum Uribe: Es gibt etwa zwei Varietäten:[6]
  - Inga psittacorum var. aptera Uribe[6]
  - Inga psittacorum var. psittacorum Uribe[6]
- Inga pulchriflora Ducke[6]
- Inga punctata Willd.: Sie kommt von Mexiko bis Panama, auf Inseln in der Karibik und in Südamerika vor.[5] Es gibt etwa zwei Varietäten:[6]
  - Inga punctata var. elongata J.F.Macbr.[6]
  - Inga punctata Willd. var. punctata
- Inga quadrangularis Ducke[6]
- Inga quaternata Poepp.[6]
- Inga racemiflora Ducke[6]
- Inga radiata Rusby[6]
- Inga retinocarpa Poncy[6]
- Inga rhabdotocalyx Harms[6]
- Inga rhynchocalyx Sandwith[6]
- Inga ricardorum Bernardi & Spichiger[6]
- Inga riopalenquensis A.H.Gentry[6]
- Inga rondonii Hoehne[6]
- Inga rubiginosa (Rich.) DC.[6]: Sie kommt von Panama bis Brasilien vor.[5]
- Inga rugosa Rusby[6]
- Inga ruiziana G.Don[6]: Sie kommt in Nicaragua, Costa Rica, Panama, Kolumbien, Ecuador, Peru, Bolivien und in Brasilien vor.[5]
- Inga rusbyi Pittier[6]
- Inga saffordiana Pittier[6]
- Inga salicifoliola T.D.Penn.[6]
- Inga saltensis Burkart[6]
- Inga salzmanniana Benth.[6]
- Inga samanensis Uribe: Sie kommt in Nicaragua, Costa Rica, Panama und in Kolumbien vor.[5]
- Inga santaremnensis Ducke[6]
- Inga sapindoides Willd.: Sie kommt von Mexiko bis Panama, auf Trinidad, in Kolumbien, Ecuador, Peru und Venezuela vor.[5]
- Inga sarayacuensis T.D.Penn.[6]
- Inga schiedeana Steud.[6]
- Inga schinifolia Benth.[6]
- Inga sellowiana Benth.[6]
- Inga semialata (Vell.) C.Mart.: Es gibt etwa zwei Varietäten:[6]
  - Inga semialata var. latifolia Benth.[6]
  - Inga semialata (Vell.) Mart. var. semialata[6]
- Inga semiglabra Pittier[6]
- Inga sertulifera DC.: Sie kommt in zwei Unterarten in Costa Rica, Panama und in Südamerika vor:[5]
  - Inga sertulifera subsp. leptopus (Benth.) T.D.Penn.[6]
  - Inga sertulifera DC. subsp. sertulifera[6]
- Inga sessilis (Vell.) Mart.[6]: Sie kommt in Brasilien vor.[5]
- Inga setosa G.Don[6]
- Inga sierrae Britton & Killip: Sie kommt in Costa Rica, Panama und Kolumbien vor.[5]
- Inga silanchensis T.D.Penn.[6]
- Inga sinacae M.Sousa & Ibarra-Manriquez[6]
- Inga skutchii Standl.: Sie kommt in Costa Rica vor.[5]
- Inga sodiroi Harms[6]
- Inga spectabilis (Vahl) Willd.[6]
- Inga spiralis Liesner & D’Arcy: Sie kommt in Mexiko, Nicaragua, Costa Rica, Panama, Kolumbien, Ecuador und Venezuela vor.[5]
- Inga splendens Willd.[6]: Sie kommt in Südamerika vor.[5]
- Inga squamigera Leon[6]
- Inga standleyana Pittier[6]
- Inga steinbachii Harms[6]
- Inga stenocalyx Benth.[6]
- Inga stenophylla Standl.: Sie kommt in Costa Rica vor.[5]
- Inga stenopoda Pittier[6]
- Inga stenoptera Benth.: Es gibt etwa zwei Varietäten:[6]
  - Inga stenoptera var. peduncularis (Benth.) Benth.[6]
  - Inga stenoptera Benth. var. stenoptera[6]
- Inga stipulacea G.Don[6]
- Inga stipularis DC.[6]: Sie kommt in Brasilien und im nördlichen Südamerika vor.[5]
- Inga striata Benth.[6]: Sie kommt in Südamerika vor.[5]
- Inga striolata T.D.Penn.[6]
- Inga suaveolens Ducke[6]
- Inga suberosa T.D.Penn.[6]
- Inga subnuda Benth.[6]: Sie kommt in zwei Unterarten in Brasilien vor.[5]
- Inga suborbicularis T.D.Penn.[6]
- Inga tapajozensis Ducke[6]
- Inga tarapotensis Benth.[6]
- Inga tayronaensis T.D.Penn.[6]
- Inga tenuicalyx T.D.Penn.[6]
- Inga tenuifolia Benth.: Es gibt etwa zwei Varietäten:[6]
  - Inga tenuifolia var. glabrior Benth.[6]
  - Inga tenuifolia Benth. var. tenuifolia[6]
- Inga tenuiloba N.Zamora & T.D.Penn.: Sie kommt in Costa Rica vor.[5]
- Inga tenuipedunculata Leon[6]
- Inga tenuirama Harms[6]
- Inga tenuistipula Ducke[6]
- Inga tessmannii Harms: Es gibt etwa zwei Varietäten:[6]
  - Inga tessmannii var. harmsii J.F.Macbr.[6]
  - Inga tessmannii Harms var. tessmannii[6]
- Inga thibaudiana DC.: Sie kommt von Mexiko bis Panama und in Südamerika vor.[5] Es gibt etwa drei Unterarten:[6]
  - Inga thibaudiana subsp. peltadenia (Harms) T.D.Penn.[6]
  - Inga thibaudiana subsp. russotomentella (Malme) T.D.Penn.[6]
  - Inga thibaudiana DC. subsp. thibaudiana[6]
- Inga titiribiana Britton & Killip[6]
- Inga tocacheana D.R.Simpson[6]
- Inga tomentosa Benth.[6]
- Inga tonduzii Donn.Sm.[6]: Sie kommt in Nicaragua und in Costa Rica vor.[5]
- Inga tubaeformis Benoist[6]
- Inga tysonii T.S.Elias[6]
- Inga ulei Harms[6]
- Inga umbellifera (Vahl) DC.: Sie kommt in Costa Rica, Panama und in Südamerika vor.[5]
- Inga unica Barneby & J.W.Grimes[6]
- Inga urabensis Uribe[6]
- Inga uraguensis Hook. & Arn.: Es gibt etwa zwei Varietäten:[6]
  - Inga uraguensis var. parvifolia Chodat & Hassl.[6]
  - Inga uraguensis Hook. & Arn. var. uraguensis[6]
- Inga urceolata N.Zamora[6]
- Inga ursi Pittier[6]
- Inga vallensis T.S.Elias[6]
- Inga velutina Willd.[6]: Sie kommt in Kolumbien, Ecuador, Peru, Bolivien und in Brasilien vor.[5]
- Inga venosa Griseb.[6]
- Inga venusta Standl.: Sie kommt in Costa Rica, Panama, Kolumbien und Ecuador vor.[5]
- Inga vera Willd.: Die etwa drei Unterarten kommen in Mexiko, in Zentralamerika, auf Karibischen Inseln und in Südamerika vor:[6]
  - Inga vera subsp. eriocarpa (Benth.) Leon[6]
  - Inga vera subsp. spuria(Willd.) J.Leon[6]
  - Inga vera Willd. subsp. vera[6]
- Inga vestita Benth.[6]
- Inga villosissima Benth.[6]
- Inga virescens Benth.[6]
- Inga virgultosa Desv.[6]
- Inga vismiifolia Poepp.[6]
- Inga vulpina Benth.[6]: Sie kommt in Brasilien vor.[5]
- Inga wittiana Harms[6]
- Inga xinguensis Ducke[6]
- Inga yacoana J.F.Macbr.[6]
- Inga yasuniana T.D.Penn.[6]
- Inga yunckeri Standl.

## Inhaltsstoffe
In den Nektarien sind verschiedene Zuckerformen und verschiedene Aminosäuren vorhanden.
In den Wurzeln wurden wichtige Inhaltsstoffe nachgewiesen.

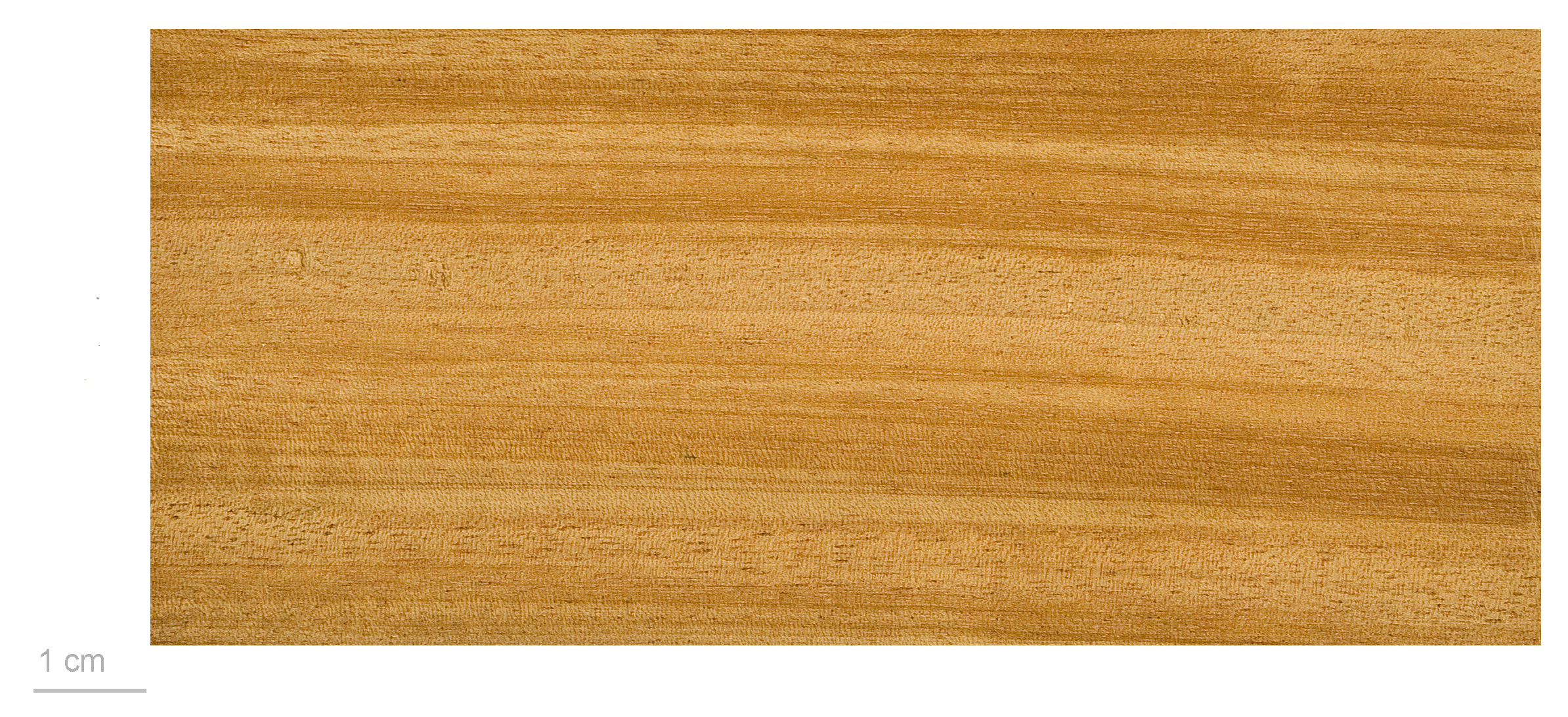
Holz einer Inga-Art

## Nutzung
Einige Inga-Arten werden genutzt (siehe Art-Artikel).